# Wilfredo Caballero (futbolista peruano)
Wilfredo Miguel Caballero Horna (Lima, 14 de mayo de 1988) es un futbolista peruano. Juega de arquero y actualmente está sin equipo. Tiene 36 años.

## Trayectoria
Comenzó su carrera en las divisiones menores de Universitario de Deportes. En agosto de 2007, debutó en la Segunda División del Perú jugando para el América Cochahuayco —equipo filial de Universitario— ante el UTC en Cajamarca, encuentro en el que su equipo venció por 1-2. Al año siguiente formó parte del plantel principal de la U, siendo el cuarto arquero durante la temporada 2008. Al año siguiente, participó en los 22 partidos del América Cochahuayco en la Segunda División Peruana 2009.

## Clubes
| Club                        | País | Año       |
| --------------------------- | ---- | --------- |
| Universitario / Cochahuayco | Perú | 2007-2009 |
| Total Chalaco               | Perú | 2010      |
| Sport Huancayo              | Perú | 2011      |
| Atlético Grau               | Perú | 2012      |
| Universitario UPAO          | Perú | 2013      |
| Somos Olímpico              | Perú | 2015-2017 |

## Palmarés
| Título          | Club                      | País | Año  |
| --------------- | ------------------------- | ---- | ---- |
| Torneo Apertura | Universitario de Deportes | Perú | 2008 |